# Bernie Bengtsson
Bernardo "Bernie" Bagge Bengtsson (født 15. juli 1962 i Buenos Aires, Argentina) er en tidligere dansk/argentinsk atlet. Han var medlem af Odense GF (1982-1984), Aalborg AK (1985), Sparta Atletik (1986-2006), Københavns IF (2007-2014) og er medlem af Sparta Atletik siden 2015.
Bernie Bengtsson arbejder som oversætter og tolk i sprogene; dansk, engelsk, tysk, portugisisk og spansk som er hans modersmål. Desuden er han censor på erhvervssproglige og erhvervsøkonomiske uddannelser ved Copenhagen Business School, Aarhus Universitet, Københavns Universitet og Syddansk Universitet.[kilde mangler] Han har arbejdet som steward i Lufthansa 1988-1992 og som Sales and Account Manager i ihi / Bupa 2005-2015.

## Danske mesterskaber
- Sølv 1988 400 meter 48.07
- Sølv 1988 400 meter hæk 53.18
- Sølv 1987 400 meter hæk 54.60
- Sølv 1986 400 meter 48.42
- Bronze 1986 200 meter 21.99
- Bronze 1985 200 meter  21.77

## Personlige rekorder
- 100 meter: 10,75 1986
- 200 meter: 21,45 1986
- 400 meter: 48,01 1986
- 400 meter hæk: 53,18 1988